# Twierdzenie Eulera (okręgi)

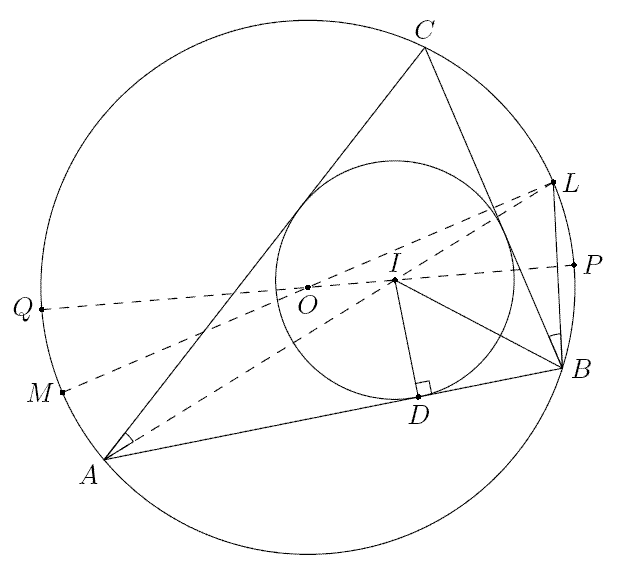

Twierdzenie Eulera – twierdzenie matematyczne, opisujące relację między okręgami opisanym i wpisanym w trójkąt.

## Teza
Jeżeli w danym trójkącie {\displaystyle d} jest odległością pomiędzy środkiem okręgu wpisanego i środkiem okręgu opisanego, to zachodzi
{\displaystyle d^{2}=R(R-2r),}
gdzie {\displaystyle R} i {\displaystyle r} oznaczają odpowiednio promień okręgu opisanego i wpisanego.

## Dowód
Niech:
- {\displaystyle O} będzie środkiem okręgu o promieniu {\displaystyle R} opisanego na danym trójkącie {\displaystyle ABC,}
- {\displaystyle I} środkiem okręgu o promieniu {\displaystyle r} wpisanego w ten trójkąt.

Dwusieczna {\displaystyle AI} kąta {\displaystyle \angle BAC} przecina okrąg opisany w pewnym punkcie {\displaystyle L,} który połowi łuk {\displaystyle BC.}
Niech prosta {\displaystyle LO} przecina okrąg opisany w punkcie {\displaystyle M.}
Niech {\displaystyle D} będzie rzutem prostokątnym {\displaystyle I} na {\displaystyle AB{:}} {\displaystyle ID=r.}
Trójkąty {\displaystyle ADI} i {\displaystyle MBL} są podobne (cecha: równość kątów), a zatem {\displaystyle ID:BL=AI:ML,} czyli {\displaystyle ID\cdot ML=AI\cdot BL,} tzn. {\displaystyle 2Rr=AI\cdot BL.} Rozważmy trójkąt {\displaystyle BIL.}
Ponieważ
{\displaystyle \angle BIL={\frac {\angle BAC}{2}}+{\frac {\angle ABC}{2}}}
({\displaystyle BI} jest dwusieczną kąta {\displaystyle \angle ABC}),
{\displaystyle \angle IBL={\frac {\angle ABC}{2}}+\angle CBL={\frac {\angle ABC}{2}}+{\frac {\angle BAC}{2}},}
więc {\displaystyle \angle BIL=\angle IBL} i {\displaystyle BL=IL,} skąd {\displaystyle AI\cdot IL=2Rr.} Niech prosta {\displaystyle OI} przecina okrąg opisany w punktach {\displaystyle P} i {\displaystyle Q.} Wtedy {\displaystyle PI\cdot QI=AI\cdot IL=2Rr,} czyli {\displaystyle (R+d)(R-d)=2Rr,} tzn. {\displaystyle d^{2}=R(R-2r).}